# Bothriurus asper
Espèce
Bothriurus asper est une espèce de scorpions de la famille des Bothriuridae.

## Distribution
Cette espèce est endémique du Brésil. Elle se rencontre dans les États, du Pernambouc, du Paraíba, du Rio Grande do Norte, du Ceará, du Piauí, du Maranhão, de Bahia et du Sergipe.

## Description
Le mâle holotype mesure 24 mm.

## Publication originale
- Pocock, 1893 : A contribution to the study of neotropical scorpions. Annals and Magazine of Natural History, sér. 6, vol. 12, no 68, p. 77-103 (texte intégral).